# Estefânia de Windisch-Grätz
 Estefânia Leonor Maria Isabel Camila Filomena Verônica de Windisch-Grätz (Ploskovice, 9 de julho de 1909 — Uccle, 7 de setembro de 2005) foi uma princesa de Windisch-Grätz por nascimento e condessa francesa pelo seu primeiro casamento.

## Família
Estefânia foi a única filha e última criança nascida do príncipe Oto Weriand de Windisch-Grätz e da arquiduquesa Isabel Maria da Áustria. Os seus avós paternos eram o príncipe Ernesto Fernando de Windisch-Grätz e a princesa Camila de Oettingen-Spielberg. Os seus avós maternos eram Rodolfo, Príncipe Herdeiro da Áustria e Estefânia da Bélgica.

## Biografia
Após o divórcio de seus pais em 1948, a princesa e seus três irmãos foram viver com a mãe, Isabel Maria, em Bruxelas.
Em 22 de julho de 1933, aos 24 anos, Estefânia casou-se com o conde Pierre de d'Alcantara de Querrieu, em Bruxelas. Um membro da corte do rei Leopoldo III da Bélgica, ele era filho de Jean d'Alcantara de Querrieu e da baronesa Marie-Lucie t'Kint de Roodenbeeke.
Eles tiveram apenas um filho, o conde Alvar. Em 1942, o conde foi preso pela Gestapo, e morreu em 14 de outubro de 1944 no Campo de concentração de Sachsenhausen. 
Um ano depois, no dia 14 de novembro de 1945, a princesa casou-se com o sueco Karl Axel Björklund, em Boitsfort. Com ele teve mais um filho, Bjorn-Axel.

## Morte
Morreu aos 96 anos, em 7 de setembro de 2005, na cidade de Uccle.[carece de fontes?]

## Descendência
De seu primeiro casamento:
- Alvar Etienne d'Alcantara de Querrieu (n. 30 de julho de 1935), conde d'Alcantara de Querrieu. Foi primeiro casado com Anita Damsten, com quem teve três filhos. Depois casou-se com Daniele Van Ham.

De seu segundo casamento:
- Bjorn-Axel Björklund (20 de outubro de 1944 – 7 de setembro de 1995), sua primeira esposa foi Marianne Vellut, com quem teve três filhos, e depois foi casado com Caroline Stiels, com quem teve uma filha.